# Pallisentis nagpurensis
Pallisentis nagpurensis är en hakmaskart som först beskrevs av Bhalerao 1931.  Pallisentis nagpurensis ingår i släktet Pallisentis och familjen Quadrigyridae. Inga underarter finns listade i Catalogue of Life.